# 문화주의 (교육사상)
본 문서는 교육사상으로서의 문화주의에 관한 것이다.

## 개요
문화주의 교육사상(文化主義敎育思想)은 자유주의·사회적 교육·인격주의·비판주의 교육사상에 딜타이(W. Dilthey)의 생명철학, 리케르트(H. Rickert)의 가치철학 및 후설(E. Husserl)의 현상학을 가미하여 종합한 사상이다. 대표적 이론가로는 딜타이와 리트(T. Litt)가 그 중심 인물이다.

## 학자

### 슈프랑거
슈프랑거(Edward Spranger, 1882-1963)는 독일의 철학자, 문화주의 교육학의 건설자이다. 베를린 대학에서 철학·교육학을 수학한 후 베를린·라이프치히 대학 등에서 철학 및 교육학 교수로 활약했다. 나치스 정권하에 일단 사직했다가 종전 후 튀링겐 대학의 교수로 복직, 전후 서독의 교육재건에 힘을 썼다. 저서로는 <생활형식론>(1924), <문화와 교육>(1923), <민족·국가·교육>(1923), <교육학적 전망>(1951), <현대의 문화문제>(1953) 등이 있다.  그는 정신생활의 개념을 기초적 출발점으로 하고 문화를 중심개념으로 교육학설을 전개했다. 그는 가치를 추구하는 정신이 모든 실재(實在)의 근본이요, 물질계 또는 자연계는 정신적 의미의 운반자에 불과하다고 보았다. 그리고 이 정신에는 세 가지가 있는데, 그것은 객관적 정신·주관적 정신·절대적 정신이다.  (1) 객관적 정신－과학·예술·경제·법률·종교 등의 문화로, 이것은 개인정신의 주관적 가치경험을 객관화한 것으로 역사적·사회적으로 존속하며, 동시에 서로 연관되면서 대문화연관을 맺어 정신과학의 연구대상이 된다.  (2) 주관적 정신－객관적 문화를 이해하고 구성하는 개인의 정신으로, 초개인적 의미를 갖는 정신적 업적을 만들어 내도록 움직이고 있는 자아활동이다.  (3) 절대적 정신－객관적·주관적 정신의 대립을 통일하여 교섭을 가능케 하는 정신으로, 또는 이를 규범적 정신이라고도 부른다. 또 절대적 정신은 초개인적·역사적으로 타당하다는 가치 자체이며, 주관적 정신과 객관적 정신을 다같이 이끌어가는 것이라고 하였다.  또 <생활형식>에서는 정신이 여러 구체적 생활로 나타나는 데 따라 생활형식을 이론적·경제적·심미적·사회적·권력적·종교적 등 여섯 유형으로 구별한다.
- 이론적 생활형식은 보편타당한 인식을 얻는 활동이 중심이 되고, 타활동은 모두 이 활동의 보조수단이 된다.
- 경제적 생활형식은 자연의 물질을 생활수단에 적용하기 위해 최소의 비용으로 최대의 효과를 얻으려 하는 활동이 중심이 된다.
- 심미적 생활형식은 물질적 소재를 미적 형상으로까지 형성하는 예술활동이 중심이 된다.
- 사회적 생활형식은 타인과 융화하려는 사랑을 중심으로 다른 모든 활동을 통합한다.
- 권력적 생활형식은 타인을 지배하려고 하는 활동이 핵심이 되고, 다른 활동은 이에 통합한다.
- 종교적인 생활형식은 그 추구하는 가치를 항상 자기생활의 모든 가치와 관계를 갖고 경건한 신앙으로, 혹은 생활욕구를 확대하거나 제한·금지하여 자기의 최고 가치를 발휘하려고 노력하는 정신활동이다.

또 그는 문화를 개인 또는 집단의 주관적 정신생활이 객관화되어 많은 사람들에 의해 정정(訂正)·조장(助長)되면서, 역사적으로 확대된 개인의 짧은 생존과 체험을 초월한 객관적 정신생활이라고 보았다. 따라서 교육이란 문화가 객관적으로 존속·발전하도록 다음 세대의 각 개인의 주체적 체험 속에 받아들여 다시 객관적으로 생성되도록 전달·확충되는 것이라고 보았다. 또 그는 청소년의 정신발달·심의형태의 특징에 따라 도야의 단계를 기초도야·전문도야·일반도야의 3단계로 나누었다.
- 기초도야는 어떤 직업에 공통적이고 필요한 기본적 정신능력을 도야하는 것을 임무로 하고,
- 전문적 도야 혹은 직업적 도야는 중·고등·전문·대학의 교육이며,
- 일반적 도야는 전문적 도야와 시기를 같이 하면서 그 상위(上位)에 위치한 고차적인 것으로 성인교육·사회교육·각자의 자기교육을 의미한다.

이와 같이 슈프랑거는 문화철학·정신과학적 심리학을 기초로 유기적으로 통일된 문화교육학을 수립했다.

### 리트
리트(Theodor Litt, 1880-1962)는 독일의 철학자이자 교육자이다. 본·베를린 대학에서 고대언어·역사를 수학한 후에 문과고등학교의 교사가 되었고, 1919년 본 대학의 원외교수, 1920년 라이프치히 대학의 교수가 되었다. 1937년 나치스 치하에서 교수직을 박탈당했으나 1947년 본 대학에 복직하여 철학 및 교육학을 교수했다. 저서로는 <개인과 사회>(1924), <교육학의 가능성과 한계>(1926), <자연과학과 인간도야>(1952) 등이 있다.  그에 의하면 교육은 전체적 문화관련 속에 있는 하나의 작용 영역이며, 교육학은 문화철학을 배경으로 해서만 성립될 수 있다. 교육의 목적·내용은 전체 문화에서 소여(所與)되는 것이지만, 반대로 전체 문화의 존속·발전은 교육으로 가능하다고 했다.

## 같이 보기
- 문화주의